# 小行星5273
小行星5273（1982 DQ6，5273 Peilisheng，裴丽生）是一颗主带小行星，由中国科学院紫金山天文台于1982年2月16日在兴隆县发现。